# 多羅特婭·夏洛特 (布蘭登堡-安斯巴赫)
多羅特婭·夏洛特（德語：Dorothea Charlotte，1661年11月28日—1705年11月15日），黑森-達姆施塔特伯爵夫人，於1687年12月1日与恩斯特·路德維希结婚。安斯巴赫藩侯阿爾布雷希特二世的女兒。

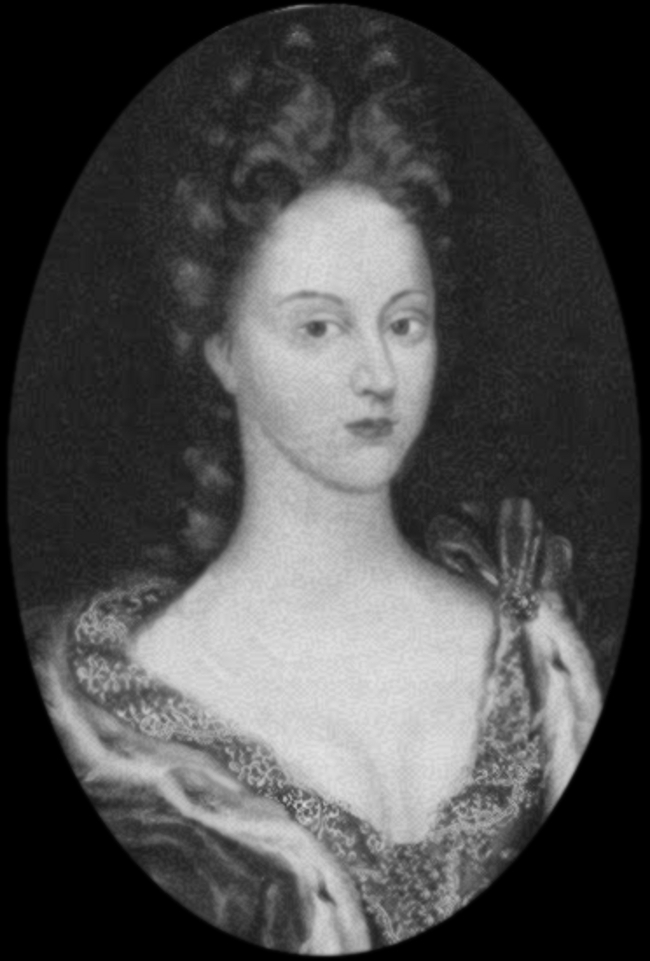
多羅特婭·夏洛特

## 家庭
1687年，多羅特婭·夏洛特與黑森-達姆施塔特伯爵恩斯特·路德維希結婚，兩人共有3子2女：
1. 多羅特婭·索菲（1689年—1723年）
2. 路德維希（1691年—1768年）
3. 卡爾·威廉（英语：Prince Charles William of Hesse-Darmstadt）（1693年—1707年），早逝
4. 法蘭茲·恩斯特（英语：Prince Francis Ernest of Hesse-Darmstadt）（1695年—1716年）
5. 弗蕾德里克·夏洛特（1698年—1777年）